# Cubase
Cubase（キューベース）は、スタインバーグが開発したMIDIシーケンサ及びデジタル・オーディオ・ワークステーション (DAW) の機能を持つ音楽制作ソフトである。

## 概要
ドイツのスタインバーグ（現在はヤマハの子会社）が開発した、WindowsおよびmacOSの両プラットホームに対応するオーディオ/MIDI統合型音楽制作アプリケーション。元々はATARI ST用に開発されたMIDIシーケンスソフトであった。その後、CPU処理によるリアルタイムエフェクターであるVST (Virtual Studio Technology) という規格を提唱した事から注目を集めた。DSPによるオーディオ補助処理が主流であった当時としては画期的であった。
VSTシリーズはバージョン5まで発展を遂げた後、同社がSGIのワークステーション用に並行開発を進めていた「Nuendo」のオーディオエンジンを採用した「Cubase SX」へと刷新。その後Cubase SX 3までバージョンを重ねた後、2006年に再び「SX」を外し「Cubase 4」へと名を戻している。
同社はVST以外にもASIOというオーディオインターフェース用の独自規格を策定したことでも知られており、ASIOはデファクトスタンダードとなった。ASIOは後の主要なDAWの基礎を築いたとも言える。

## バージョン

### 14
2024年11月6日発売。ドラムトラック搭載、Doricoテクノロジーによる新しいスコアエディター、DAWprojectフォーマット対応、VST2 互換の終了、パフォーマンスの向上

### 13
2023年11月2日発売。「チャンネル」タブが追加されたほか、UIの全体的な刷新がおこなわれた。また、オーケストラ音源として新たに「Iconica Sketch」が搭載されるようになった。

### 12
2022年3月2日発売。e-Licencer SystemからSteinberg Licencingへのライセンスの認証方式の変更に伴い、USBドングルが廃止された。

### 11
2020年11月11日発売。
グローバルトラックのキーエディター上に、テンポ、拍子、コード、ビデオなどのさまざまな種類のトラックを表示できるようになったほか、スケールアシスタント、Imager、Squasherなどの機能も追加された。

### 10.5
2019年11月14日発売（ProおよびArtist。Elementsのみ後日）。オブジェクト選択ツールと範囲選択ツールの結合や、「Padshop 2」の搭載などがおこなわれた。

### 10
2018年11月15日発売。High DPIサポート、VariAudio 3、ARA対応(10.0.30以降)、オーディオ・アライメント機能、Mix Consoleのスナップショット、MIDI Polyphonic Expression(MPE)の正式対応、バーチャルリアリティオーディオの作成サポート、レイテンシーモニター、AAFのサポート、32ビット整数と64ビットオーディオをサポートする新しいオーディオエンジン、Groove Agent SE 5などの機能追加・改良がおこなわれた。

## 10以前のバージョン

### Cubase

#### 8.5
2015年12月2日発売。MIDI編集のキーエディタとドラムエディタの改良、Retrologue 2へのアップデート、VST Transitを用いたクラウドでの共同作業のサポート、既存のプロジェクトファイルからのトラックのインポート機能の追加などがおこなわれた。

#### 8
2014年12月3日発売。「Elements」は2015年4月発売。オーディオエンジンおよびASIO-Guardなどシステム面の更新や新機能の追加が行われた。
- Cubase Pro 8 - 最上級グレード。「コードパッド」「VCA フェーダー」「インプレイスレンダリング」「Groove Agent SE 4 Acoustic Agent」等の新機能を搭載。
- Cubase Artist 8 - 中堅グレード。「コードパッド」「インプレイスレンダリング」「Groove Agent SE 4 Acoustic Agent」等の新機能を搭載。
- Cubase Elements 8 - 入門グレード。USBドングル不要。MP3エンコーダーの書き出しが無制限になった。
- Cubase AI 8 - スタインバーグおよびヤマハ製品バンドル用OEM。USBドングル不要。
- Cubase LE 8 - バンドル用OEM。USBドングル不要。

#### 7
2012年10月25日発売。
- Cubase 7 - 最上級グレード。「コードトラック」「チャンネルストリップ」「MixConsole」を搭載。
- Cubase Artist 7 - 中堅グレード。Cubase 7に比べて一部機能が削減されている。
- Cubase Elements 7 - 入門グレード。USBドングル不要。ver.7.0.6にアップデートすることで「VOCALOID Editor for Cubase NEO」に対応。
- Cubase AI 7 - バンドル用OEM。USBドングル不要。ヤマハもしくはスタインバーグのハードウェア製品に添付されているバージョン。
- Cubase LE 7 - バンドル用OEM。USBドングル不要。

2013年1月18日に発売された「VOCALOID Editor for Cubase」に対応。同年の8月に「VOCALOID Editor for Cubase NEO」が発売。Cubase 7シリーズとおよび「VOCALOID Editor for Cubase NEO」の最新アップデータを適用することで全シリーズに対応された。

#### 6
2011年3月発売。「Elements」のみ6月発売。
- Cubase 6 - 最上級グレード。「Multi Track Audio Quantize」「Audio Warp」「LoopMash2」「VST Expression2」等の新機能を搭載。
- Cubase Artist 6 - 中堅グレード。「Audio Warp」「LoopMash2」「VST Expression2」等を搭載。
- Cubase Elements 6 - エントリーグレード。USBドングル不要。
- Cubase AI 6 - バンドル用OEM。USBドングル不要。ヤマハもしくはスタインバーグのハードウェア製品に添付されているバージョン。
- Cubase LE 6 - バンドル用OEM。USBドングル不要。

#### 5
2009年3月発売。「Essential」のみ9月発売。
- Cubase 5 - 「Pitch Correct」「Groove Agent ONE」「Beat Designer」「VariAudio」「LoopMash」「VST Expression」等の新機能を搭載。
- Cubase Studio 5 - 「Pitch Correct」「Groove Agent ONE」「Beat Designer」等を搭載。
- Cubase Essential 5 - 「Pitch Correct」「Beat Designer」等を搭載、「Prologue」を追加音源として搭載。
- Cubase AI 5 - バンドル用OEM。USBドングル不要。ヤマハもしくはスタインバーグのハードウェア製品に添付されているバージョン。
- Cubase LE 5 - バンドル用OEM。USBドングル不要。

#### 4
2006年12月発売。「Essential」のみ2008年4月発売。
- Cubase 4 - VST3、SoundFrame対応。「Prologue」「Spector」「Mystic」など新しいVSTiを搭載。
- Cubase Studio 4 - VST3、SoundFrame対応。「Prologue」など新しいVSTiを搭載する中堅グレード。
- Cubase Essential 4 - VST3対応。SE3の後継バージョンであるエントリーグレード。
- Cubase AI 4 - バンドル用OEM。「Cubase LE」の後継バージョン。主にヤマハのハードウェア製品に添付される。USBドングル不要。
- Cubase LE 4 - バンドル用OEM。「Cubase LE」の後継バージョン。USBドングル不要。

### SXシリーズ

#### 3
- Cubase SX3 - プロフェッショナルなミュージックプロダクションを高次元で実現するオーディオ&MIDI統合ソフトウェアCubaseシリーズのフラッグシップグレード。ヤマハとスタインバーグが共同開発するStudio Connectionsに対応、ハードウェア機器のトータルリコールも実現。
- Cubase SL3 - Cubase SX3と同じ高音質オーディオエンジンを搭載するオーディオ&MIDI統合ソフトウェアCubaseシリーズの中堅グレード。
- Cubase SE3 - Cubase SX3・SL3同等のオーディオ・エンジンをそのまま搭載。質の高い楽曲制作を可能にする基本性能を装備したCubaseシリーズのエントリーグレード。

#### 2
- Cubase SX2
- Cubase SL2

#### 1
- Cubase SX1
- Cubase SL1
- Cubase SE1 - STUDIO CASEにバンドルされている。
- Cubase LE - バンドル用OEM。USBドングルが不要。Audio x48、MIDI x64、VSTi x2、Insertion x2、SEND x4、VST System Link対応、ReWire2対応。VSTiは日本版Ver1.08まではx8。Ver 1.09以降x2に変更。VSTi：LM7、VB1、Universal Sound Module、VSTe：21種類付属。

### VSTシリーズ
- Cubase VST 5.0 / 32
- Cubase VST 5.0 Score
- Cubase VST 5.0
- Cubase TDM
- Cubasis VST / 24 - Cubasis VST Scoreに、さらに高いオーディオ機能を追加したバージョン
- Cubasis VST Score - Cubasis VSTに、楽譜作成機能を追加したバージョン
- Cubasis VST - Cubasis VSTのベーシックバージョン。Mac版は3.0からWin版は3.5からVSTを搭載。

### Cubaseシリーズ
- Cubase 2.0
- Cubase Audio
- Cubase Score
- Cubase
- Cubase Lite J
- Cubeat